# Synagoga Pinkusa we Wrocławiu (ul. Zielińskiego 84)
Synagoga Pinkusa we Wrocławiu – nieistniejąca prywatna synagoga, która znajdowała się we Wrocławiu, przy ulicy Zielińskiego 84.
Synagoga została założona w 1926 roku, z inicjatywy niejakiego Pinkusa. Została przeniesiona ze starej siedziby mieszczącej się przy ulicy Lubuskiej 45. Podczas nocy kryształowej z 9 na 10 listopada 1938 roku, bojówki hitlerowskie zdemolowały wnętrze synagogi.